# Winnipeg—Fort Garry
Pour les articles homonymes, voir Winnipeg (homonymie).

Carte de la circonscription

Winnipeg—Fort Garry fut une circonscription électorale fédérale du Manitoba, représentée de 1979 à 1988.
La circonscription de Winnipeg—Fort Garry a été créée en 1976 d'une partie de Winnipeg-Sud. Abolie en 1987, elle fut redistribuée parmi Winnipeg-Sud et Winnipeg-Sud-Centre.
Le nom de Fort Garry provient d'un ancien comptoir du commerce des fourrures de la Compagnie de la Baie d'Hudson.

## Géographie
En 1976, la circonscription de Winnipeg—Fort Garry comprenait:
- Une partie de la cité de Winnipeg, bordée par les rivières Assiniboine et Rouge

## Député
1. 1979-1988 — Lloyd Axworthy, PLC

- PLC = Parti libéral du Canada